# Distrikt Mafeteng
Der Distrikt Mafeteng ist einer von zehn Distrikten (Bezirken) des Königreiches Lesotho im südlichen Afrika.

## Geographie
Der Distrikt liegt südwestlich des zentralen Distrikts Maseru. Er ist benannt nach seiner Hauptstadt Mafeteng.
Seine Größe beträgt 2119 km², seine Einwohnerzahl 178.222 (Stand 2016).
Siehe auch: Daten der Distrikte Lesothos
Der Distrikt Mafeteng liegt anders als die übrigen Distrikte des Landes ausschließlich in den Lowlands und ist somit der Distrikt mit der niedrigsten Maximalhöhe. Daher erklärt sich auch die hohe Bevölkerungsdichte, da die Lowlands in Lesotho deutlich dichter besiedelt sind. Im Westen des Mafeteng-Distrikts findet man das niedrigste Gebiet des Landes, das aber mit rund 1390 Metern über dem Meeresspiegel höher als in jedem anderen Staat der Erde ist.
Der Distrikt grenzt im Norden und Osten an den Distrikt Maseru und im Süden an den Mohale’s Hoek. Westlich des Distrikts Mafeteng liegt die südafrikanische Provinz Freistaat, zu der es einen Grenzübergang bei Wepener gibt.

### Ortschaften
- Mafeteng
- Thabana-Morena
- Tša-Kholo, deutsch: Großer See, westlich von Mafeteng, benannt nach dem größten See Lesothos, an dem der Ort liegt
- Malealea, südöstlich von Mafeteng, mit touristischer Infrastruktur, bekannt für sein Panorama der hohen Maloti-Berge
- Ha Khojane, dort gibt es seit 1904 eine Druckerei, die die Zeitung Naleli ea Lesotho (deutsch etwa: „Stern von Lesotho“) herausgibt

### Community Councils
Die Community Councils (etwa: Gemeinden) sind Koti-Se-Phola, Makaota, ’Makholane, ’Malakeng, Malumeng, ’Mamantšo, Monyake, Mathula, Metsi-Maholo, Qibing, Ramoetsane und Tajane.